# Do Jeito Que Eu Sou
"Do Jeito Que Eu Sou" é o single de estreia do grupo musical brasileiro Rebeldes, lançado no dia 16 de agosto de 2011. É também o primeiro single do álbum de estreia do grupo, Rebeldes (2011).
"Do Jeito Que Eu Sou" obteve um sucesso moderado nas paradas musicais. A versão acústica da canção estreou em 78.ª posição na Brasil Hot 100 Airplay da Billboard Brasil, em setembro de 2011, alcançando a 46.ª posição em outubro. Na Hot Pop Songs e na Hot Popular Songs, a canção alcançou a 17.ª e a 30.ª posição, respectivamente, também no mês de outubro.

## Apresentações ao vivo
A canção foi amplamente divulgada em programas de televisão. Em 14 de julho de 2011, na primeira apresentação do grupo na final da sexta temporada do Ídolos, eles cantaram "Rebelde para Sempre" e "Do Jeito Que Eu Sou". Em 6 de novembro, eles apresentaram a canção no Programa do Gugu, em seguida no Hoje em Dia e O Melhor do Brasil em dezembro, no Legendários em 11 de fevereiro de 2012 e por último, no Tudo É Possível em 11 de março do mesmo ano.
"Do Jeito Que Eu Sou" também esteve presente no repertório das duas turnês do Rebeldes.

## Vídeo musical
As gravações do vídeo musical de "Do Jeito Que Eu Sou" aconteceram entre setembro e outubro de 2011 nas ruas do centro de Rio de Janeiro e na primeira apresentação da turnê de estreia do grupo, em Porto Alegre, sob direção de Mauricio Eça. Em 24 de dezembro, o videoclipe foi lançado no portal R7. Em 6 de março de 2012, o videoclipe foi lançado no programa Acesso MTV: Clipes da MTV Brasil.

## Tabelas musicais
| Tabela (2011)                     | Melhor posição |
| --------------------------------- | -------------- |
| Brasil (Brasil Hot 100 Airplay)   | 46             |
| Brasil (Brasil Hot Pop Songs)     | 17             |
| Brasil (Brasil Hot Popular Songs) | 30             |